# KOBOS
KOBOS (zkratka KOntinuální Burzovní Obchodní Systém) je vedlejším trhem Burzy cenných papírů Praha. Slouží především pro malé a střední investory, jelikož je zde možnost obchodovat s akciemi v jakémkoliv množství, na rozdíl od SPADu, kde se obchoduje v lotech. 
Obchoduje se každý všední den od 9:10, konec obchodování je stanoven na 16:20.
Burza cenných papírů Praha oznámila, že přechází v pátek 30. listopadu 2012 na nový obchodní systém Xetra. Xetra je obchodní systém pro akcie a dluhopisy vyvinutý společností Deutsche Börse AG, který vystřídá dosavadní obchodování v segmentech SPAD a KOBOS. 